# Niqiu He
Niqiu He (kinesiska: 泥鳅河) är ett vattendrag i Kina. Det ligger i provinsen Heilongjiang, i den nordöstra delen av landet, omkring 500 kilometer norr om provinshuvudstaden Harbin.